# Marsault (dessinateur)
Pour les articles homonymes, voir Marsault.
Pour les articles ayant des titres homophones, voir Marceau, Marsaud et Marso.
Cet article possède un paronyme, voir Saule marsault.
Camille Marsault, dit Marsault, né le 25 mai 1988, est un dessinateur humoristique et auteur de bande dessinée français d'extrême droite. Ses dessins et ses propos suscitent diverses polémiques.

## Biographie
Né Camille Marsault, il travaille comme maçon sur des chantiers après avoir arrêté sa scolarité à l'âge de seize ans. Il commence à dessiner pour amuser ses amis, puis décide de se professionnaliser. Il revendique être influencé par Gotlib, Albert Uderzo, Morris et Reiser.
Il est proche de Papacito, un vidéaste nationaliste avec qui il collabore. L'un des gags les plus récurrents de ses dessins met en scène un individu musculeux au crâne rasé, baptisé « Eugène », qui assomme — ou attaque au char d'assaut — des personnages que l'auteur juge agaçants, parmi lesquels des personnes de gauche, des féministes ou des « fumeurs de joints à dreadlocks ».
En 2016, il rejoint les éditions Ring chez qui il publie la bande dessinée Breum,.
En 2019, lors d'une séance de dédicace dont le public est « très majoritairement masculin, blanc, la trentaine », il annonce son intention de se recentrer sur « l'humour apolitique », mettant en cause « trop de polémiques, trop de clashs sur Facebook, trop de procès ».
En 2021 il annonce le lancement du trimestriel La Furia en collaboration avec Laura Magné, Papacito et Laurent Obertone.
En février 2022, il met en vente 9750 jetons non fongibles de dessins représentant de manière orientée les candidats à l'élection présidentielle française de 2022.

## Polémiques
En 2015, la page Facebook de Marsault commence à faire l'objet de signalements dénonçant ses dessins comme misogynes ou racistes. Les vagues de signalements, qui deviennent ensuite régulières, seraient principalement le fait de cybermilitants féministes et auraient commencé avec un dessin qui tournait en dérision une certaine rhétorique féministe. Elles deviennent ensuite régulières. En février 2016, Marsault déclare que sa page est bloquée par Facebook pour une durée d'un mois.
Plusieurs de ses séances de dédicaces en librairie sont annulées pendant l'hiver 2016-2017. En janvier 2017, un libraire d'Angoulême qui devait l'accueillir pendant le festival de la bande dessinée annule après avoir reçu un message d'un collectif annonçant une action si la séance de dédicaces est maintenue. En octobre de la même année, le festival suisse Lausan'noir annule une dédicace de Marsault, invoquant de « nombreuses menaces ».
Le 13 août 2018, Marsault publie sur Facebook un texte dans lequel il déclare : « Nous sommes entourés de millions de gens qui nous haïssent (nous les blancs) et qui n’attendent qu’une autorisation gouvernementale pour faire légalement ce qu’ils font aujourd’hui illégalement : nous tuer et tout cramer ». Causette décrit ce billet comme une « vision hallucinée du pays ». Il supprime la publication après une vague de désabonnements à sa page Facebook.
Début septembre 2018, une exposition des planches de Marsault, prévue dans une galerie parisienne, est annulée à la suite de menaces d'agression et de vandalisme reçues par le galeriste. Valeurs actuelles rapporte que le dessinateur a été « inondé de courriels menaçants ». Libération décrit à cette occasion Marsault comme un dessinateur aux « idées nauséabondes » qui fait son fonds de commerce de la « provocation d'ultradroite » tout en se prétendant apolitique. Dans le même temps, les éditions Ring affirment dans un communiqué que lors d'une séance de dédicaces à Nantes, en avril 2017, des « antifas » avaient voulu monter une agression contre Marsault et lui mutiler les mains. La présence de plusieurs policiers à la dédicace est avérée, mais la préfecture ne s'est pas exprimée au sujet des menaces d'agression physique évoquées par l'éditeur et le libraire nie avoir entendu parler de telles menaces. À la fin du mois, les éditions Ring font savoir que leur locaux ont été vandalisés par des personnes contestant Marsault. Peu après, le dessinateur annonce sur Facebook qu'en raison de ces polémiques répétées, il souhaite arrêter la bande dessinée pour une durée indéterminée une fois son prochain album achevé.

## Affaires judiciaires

### Condamnation pour harcèlement
En août 2016, après plusieurs mois de polémiques à son sujet sur les réseaux sociaux, sa page Facebook est supprimée à la suite d'un nouveau signalement. Marsault dénonce alors sur une autre page — également supprimée peu après — une militante féministe, qui s'était publiquement réjouie de la fermeture de la page, d'être à l'origine de cette suppression. Marsault affiche publiquement le nom, le prénom et la page Facebook de l'intéressée tout en suggérant à ses fans de lui envoyer « 3-4 messages » : la jeune femme reçoit ensuite « des insultes sexistes, racistes, des menaces de mort, de viol »,. En janvier 2017, elle déclare avoir reçu près de 1 200 messages de cyberharcèlement sur Facebook. Facebook supprime le message quelques jours plus tard mais il est déjà relayé sur des sites d'extrême droite et sur le forum de Jeuxvideo.com. Par la suite, elle porte plainte contre Marsault, qui est renvoyé devant la justice pour « provocation publique à la haine et la violence en raison du sexe ». Elle affirme par ailleurs n'avoir « jamais signalé » le contenu que le dessinateur postait sur sa page et avoir subi de nombreuses conséquences professionnelles et psychologiques, ne pouvant plus travailler et ayant fait deux tentatives de suicide. Les harceleurs identifiés sont principalement des hommes insérés professionnellement.
Le 7 décembre 2018, Marsault, en même temps que deux de ses fans, passe en jugement devant le tribunal correctionnel de Créteil, pour une affaire de cyberharcèlement envers une internaute féministe. Il déclare « j’assume mais je ne regrette pas », en reconnaissant « avoir initié le harcèlement » mais « pas d’y avoir pris part » et se justifie en évoquant le contexte où il était lui-même régulièrement censuré et signalé sur Facebook. Il ajoute cependant regretter d'« avoir lancé quelque chose qui a fait beaucoup de mal à une femme » et commente « Je m’excuse sincèrement, j’ai été très con. » Le tribunal requiert dix mois de prison avec sursis pour harcèlement ; la décision est mise en délibéré,. Le 18 janvier 2019, il est finalement condamné à une amende de 5 000 euros et 5 000 autres avec sursis, ainsi qu’à 2 000 euros d’indemnisation pour harcèlement, injure publique et usurpation d'identité.

### Plainte contre Lindingre pour injure publique
En septembre 2018, Lindingre, rédacteur en chef de Fluide glacial, exaspéré de voir Marsault revendiquer l'esprit du journal et de son créateur Gotlib, publie sur Facebook un texte dans lequel il le classe dans « cette nouvelle espèce qui nous envahit, ces dessinateurs de droite et d'extrême droite [qui] émerge au même moment que des mouvements néonazis totalement décomplexés, à travers l'Europe, font florès. » Au mois de novembre, Marsault l'attaque en justice pour injures publiques. De nombreux auteurs de bande dessinée lancent une cagnotte en ligne pour soutenir Lindingre. Actua BD annonce, le 30 mars 2019, que Marsault est débouté de sa plainte contre Lindingre,.

## Critiques et analyses
Le politologue Nicolas Lebourg résume en 2018 le cas de Marsault comme celui d'un dessinateur qui parvient « à retourner les codes de l’humour façon Fluide glacial contre les valeurs censément progressistes ». Pour lui, « cela représente un enfoncement complet dans la dérision post-moderne, mais cette faiblesse doctrinale est loin des préoccupations des lecteurs et n’est pas grand-chose face à la viralité de la subversion des valeurs de l’humanisme égalitaire accomplie ». Il classe Marsault, aux côtés du Raptor dissident, parmi les « réussites du combat culturel d’extrême droite ».
Lindingre, rédacteur en chef de Fluide glacial, raconte avoir été sollicité en 2013 par Marsault, alors inconnu mais avoir refusé : « ses dessins ne font [à l'époque] pas encore fachos, mais c'est amateur, et certains sont assez haineux, homophobes ».
En décembre 2016, Causeur salue en Marsault « le Gotlib de l'underground réac » et dénonce la « censure inadmissible » dont il a fait l'objet. En juillet 2018, Valeurs actuelles fait l'éloge du « moins politiquement correct des dessinateurs » en le présentant comme un vengeur du « vieux monde » et de la « France morte ». Selon Le Figaro, Marsault est « sulfureux, souvent borderline, associé par ses détracteurs aux milieux d'extrême droite » et « se distingue par un style très cru, mêlant humour noir et violence ».
Actua BD juge au contraire son dessin « médiocre » et son humour « lourdingue », et le qualifie de « Dieudonné de la BD » qui « cumule tous les marqueurs propres à la fachosphère » en multipliant les « posts odieux ». Libération critique « l'outrance vulgaire de ses albums, à des kilomètres des Gotlib, Reiser et Coyote », estimant que ses travaux sont « d'une affligeante banalité graphique », sa mise en scène de la violence n'offrant aucune originalité. Le critique de bande dessinée Yves Frémion décrit Marsault comme un « dessinateur néofasciste ». L'association Artémisia, qui décerne chaque année le prix Artémisia, estime dans un communiqué que Marsault est « un dessinateur flirtant de très près avec la "fachosphère", et véhiculant de nombreux clichés sexistes et racistes dans ses dessins ». Pour L'Express, ses bandes dessinées dépeignent « un univers violent et souvent plus que dérangeant ».

## Publications
- La Vie est courte, Z Minus no 3, supplément à la revue Zélium, octobre-novembre 2012
- Sans filtre, tome 1 : C'était la guerre, auto-édition, 2014[36]
- Sans filtre, tome 2 : Là où je pense, auto-édition, 2015
- BREUM, tome 1 : Attention, ça va piquer, auto-édition, 2015 (réédition augmentée, Ring, 2016)
- Deux poids deux mesures (en collaboration avec Cordell), auto-édition, 2015 (réédition, Ring, 2017)
- FDP de la mode, tome 1: Enculés va ! (en collaboration avec Papacito), auto-édition, 2015 (réédition, Ring, 2018)
- BREUM, tome 2 : Blindage et liberté, Ring, 2016
- Dernière Pute avant la fin du monde, Ring, 2017
- Sans filtre : l'intégrale (réédition en un volume des tomes 1 et 2), Ring, 2017
- Illustrations du livre L'Inavouable Histoire de France - La satire officielle, de Norbert Hérisson et Stéphane Burne, Ring, 2017
- Asphalte, Ring, 2018
- BREUM, tome 3 : C'est pas la taille qui compte, Ring, 2018
- FDP de la mode, tome 2 : l'ultime croisade (en collaboration avec Papacito), Ring, 2019
- Les Recettes barbares (en collaboration avec Frédéric Mars), Ring, 2019
- BREUM, tome 4 : Sur ta mère comme au ciel, Ring, 2020
- Bordel de Dieu, Ring, 2020
- BREUM, tome 5 : ça va bien s'passer, Magnus, 2022, 96 p.
- Macadam (en collaboration avec Mattias Köping), Magnus, 2022, 342 p.
- Expérience de mort imminente (en collaboration avec Papacito), Magnus, 2023, 88 p.
- Super BREUM, édition limitée à 500 exemplaires numérotés et signés, Magnus, 2023.
- La Furia : Hors série, best-of, La Furia, 128 p., 2023.
- Calendrier 2024, Magnus, 20 p., 2023.
- Dino Brutal Age (avec Papacito), Magnus, 106 p., 2024  (ISBN 978-2384220625)